# Jakob Hermann
Jakob Hermann (16 de julio de 1678 - 11 de julio de 1733) fue un matemático suizo que trabajó sobre problemas de mecánica clásica.  En 1729 afirmó que representar un lugar en coordenadas polares tiene una dificultad similar a representarlo en coordenadas cartesianas.

## Biografía
Hermann nació y murió en Basilea. Recibió su formación inicial de Jakob Bernoulli, graduándose en 1695, y siendo elegido miembro de la Academia de Berlín en 1701.
Fue catedrático de matemáticas en Padua en 1707, después se trasladó a Fráncfort del Óder en 1713, y posteriormente a San Petersburgo en 1724. Finalmente, regresó a Basilea en 1731 para ocupar la cátedra de ética y ley natural.
Posiblemente fue el primero en demostrar que el vector de Runge-Lenz es una constante del movimiento de las partículas sobre las que actúa una fuerza central inversa al cuadrado de la distancia.
Hermann fue elegido miembro de la Académie Royale des Sciences de París en 1733, el año de su muerte.

## Publicaciones
- Hermann escribió Phoronomia, uno de los primeros tratados sobre mecánica en latín (ha sido traducido por Ian Bruce en 2015-2016).[4]

## Eponimia
- El cráter lunar Hermann lleva este nombre en su memoria.